# همت بیگمرادی
همت بیگمرادی (زاده ۱۳۳۲ در قصر شیرین - درگذشتهٔ ۲ شهریور ۱۳۹۸) نمایندهٔ حوزهٔ انتخابیهٔ قصرشیرین، سرپل ذهاب و گیلانغرب در دورهٔ پنجم مجلس شورای اسلامی بود.
وی در تاریخ ۲ شهریور ۱۳۹۸ به علت بیماری درگذشت.